# Irfan Bachdim
Irfan Bachdim (ur. 11 sierpnia 1988 w Amsterdamie) – indonezyjski piłkarz, reprezentant kraju. Od 2017 występuje w Bali United.

## Kariera reprezentacyjna
W reprezentacji Indonezji zadebiutował w 2010. W reprezentacji Indonezji występował w latach 2010–2014. W sumie w reprezentacji wystąpił w 26 spotkaniach.

## Statystyki
| Reprezentacja Indonezji | Reprezentacja Indonezji | Reprezentacja Indonezji |
| Rok                     | Mecze                   | Gole                    |
| ----------------------- | ----------------------- | ----------------------- |
| 2010                    | 8                       | 2                       |
| 2011                    | 4                       | 0                       |
| 2012                    | 9                       | 4                       |
| 2013                    | 2                       | 0                       |
| 2014                    | 3                       | 1                       |
| Razem                   | 26                      | 7                       |